# Mnesampela comarcha
Mnesampela comarcha là một loài bướm đêm trong họ Geometridae.